# ياسمينة المسفيوي
ياسمينة المسفيوي (مواليد 9 أبريل 1976 في خريبكة) هي لاعبة إطلاق نار مغربية.مثلت مسفيوي المغرب في أولمبياد صيف 2012 في لندن، حيث شاركت في فخ النساء. وسجلت ما مجموعه 61 هدفًا في جولات التصفيات بفارق نقطة واحدة خلف شاجون تشودري الهندي، حيث حلّت في المركز الحادي والعشرين.

## روابط خارجية
- ياسمينة المسفيوي على موقع الاتحاد الدولي (الإنجليزية)
- ياسمينة المسفيوي على موقع اللجنة الأولمبية الدولية (الإنجليزية)
- ياسمينة المسفيوي على موقع أوليمبيديا (الإنجليزية)